# Iúçufe de Marrocos
Iúçufe do Marrocos ou Iúçufe ibne Haçane  foi um sultão de Marrocos da dinastia alauita, reinou entre 1912 e 1927. Foi antecedido no trono por Mulei Abdal Hafide, e foi seguido no trono por Maomé V de Marrocos.